# Jagdgeschwader 301
La Jagdgeschwader 301 (JG 301) est une escadre de chasse de la Luftwaffe pendant la Seconde Guerre mondiale. Active de 1943 à 1945, elle fut affectée aux missions Wilde Sau avant d'être incorporé à la défense du Reich.

## Opérations
Le JG 301 opéra sur des chasseurs Messerschmitt Bf 109G, Focke-Wulf Fw 190A et D et fut la seule escadre allemande à voler sur Focke-Wulf Ta 152,. Elle stationna notamment en France à Saint-Dizier en juin 1944, et à Épinoy de juin à août 1944.

### Renforcement de laWilde Sau(1943)

#### Adaptation
Créée de septembre à octobre 1943 dans le cadre de la nouvelle 30. Jagd-Division, la JG 301 se spécialisa dans les missions Wilde Sau. Tout comme la JG 300, les instructeurs et les pilotes de bombardiers furent mis à contribution car ces aviateurs possédaient davantage d'expérience pour le vol aux instruments indispensable aux missions de chasse de nuit sans support radar. Les JG 1 et JG 11 fournirent dans un premiers temps les chasseurs nécessaires qui voleront pour le coup jour et nuit.
Jusque là, la Nachtjagd et la DCA allemande se relayaient pour lutter contre les bombardiers lourds du Bomber Command. Désormais, la Luftwaffe devait également compter sur de petits groupes de chasseurs monomoteurs intervenant directement dans le flot des bombardiers au-dessus des villes illuminées par les incendies. Une coordination entre les batteries de Flak et les unités Wilde Sau se révéla donc indispensable, les premières devant régler leurs tirs à des altitudes précises afin d'éviter d'abattre des chasseurs allemands.

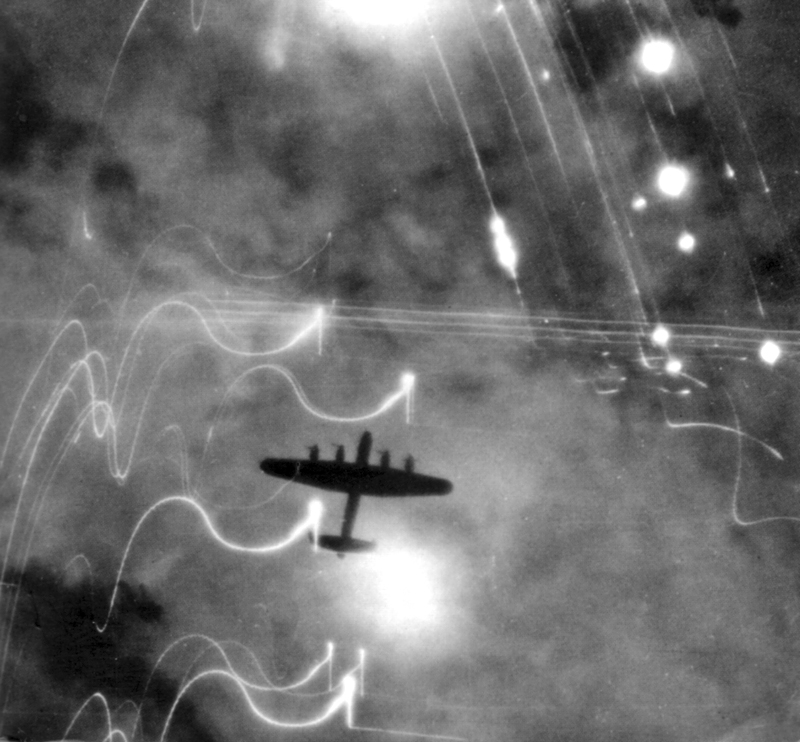
Bombardier Lancaster au-dessus de Hambourg illuminée par les incendies.

La RAF utilisait maintenant régulièrement le radar H2S sur ses bombardiers permettant de localiser leurs cibles dans la nuit de façon plus efficace. De ce fait, au lieu d'imposer une extinction des feux des villes allemandes désormais inutile, le Major Hajo Herrmann, créateur de la Wilde Sau, proposa au contraire qu'on les illumine et les équipe de nombreux projecteurs. Ainsi, les silhouettes des bombardiers lourds du Bomber Command se distinguaient davantage, rendant caduque l'utilisation de moyens de détections rapprochés. L'idée était audacieuse et finit par faire son chemin.

#### Premiers engagements
La nuit du 22 au 23 septembre 1943 vit les premiers succès de la JG 301 quand les trois groupes engagèrent des bombardiers sur Hanovre. Ils en revendiquèrent une dizaine, mais quatre pilotes furent en contrepartie tués et deux autres blessés. Succès plus modeste quatre jours plus tard toujours sur Hanovre avec 4 victoires au prix de deux morts et un blessé. On est encore loin des gros scores à la même époque des pilotes de la JG 300, il est vrai déjà aguerris à ce genre de missions depuis la fin du printemps, qui pour le coup récupère le III./JG 301 à peine formé pour constituer son III. Gruppe. Un nouveau III./JG 301 sera toutefois reformé avant la fin de l'année.
Le mois d'octobre resta assez analogue avec 2 à 3 victoires seulement respectivement les 3, 8 et 18 pour trois blessés, le I. Gruppe quant à lui perdant quatre pilotes le 22 octobre dans une journée sans victoire. Dans la nuit du 22 au 23 octobre, la RAF frappa dans le secteur de Frankfort. L'efficacité du guidage allemand permit d'abattre 42 bombardiers, moitié moins au compte de la Wilde Sau. La JG 301 revendiqua cette fois-ci 9 succès, dont un tiers pour l'Oberfeldwebel Kurt Welter. Avec 7 victoires - deux doublés et ce dernier triplé - il est alors le seul as à se démarquer de l'escadre. Lui et d'autres confirmeront lors de leurs passages à la JG 302 (voir ci-dessous).

#### Amputation
Le 1er novembre, l'escadre cède à nouveau deux de ses groupes (I. et II./JG 300) à la nouvelle JG 302. Ainsi diminuée, la JG 301 ne revendique que 3 petits succès jusqu'à la fin de l'année, dont une au compte du Kommodore le Major Helmut Weinreich (dans la nuit du 18 au 19 novembre). Sérieusement touché à son tour, l'officier tente de regagner sa base mais le moteur de son Fw 190 explose peu avant d'atterrir,. Les I. et II./JG 301 sont bientôt reconstitués, du moins sur le papier car dans les faits, le premier ne possède aucun appareil tandis que le second n'en compte que trois ! C'est le Major Manfred Mössinger (chef du III./JG 301) qui commande l'escadre pour quelques jours avant de prendre les rênes de la JG 302 et de laisser lui-même sa place au Major Ewald Janssen début décembre.
Seul le III./JG 301 récemment reconstitué dispose encore d'un nombre suffisant de chasseurs mais ses actions se résument à sept pilotes tués entre le 26 novembre et la fin de l'année, dont près de la moitié par accident. Ces pertes étaient principalement dues à la météo. Rares étaient en effet ceux qui pouvaient percer la couche nuageuse en pleine nuit sans risquer de se perdre et de s'écraser ensuite faute de carburant. Le Me 109 était également particulièrement nerveux au décollage et à l'atterrissage et se familiariser avec le petit chasseur de Messerschmitt au cockpit étroit resta difficile pour les anciens pilotes de bombardiers recrutés pour cette tâche.

### Nuits et jours (1944)

#### Hiver et printemps difficiles
Au début de l'année 1944, la JG 301 dispose enfin de ses propres chasseurs mais les différentes interceptions ici et là ne donneront rien et plusieurs pilotes seront blessés ou tués toutes causes confondues. Les 20, 29 et 30 janvier, 5 petites victoires sont revendiquées pour autant de pertes. Le Fahnenjunker-Feldwebel Fritz Yung, accède à son tour au titre d'as. C'est aussi à cette époque que le haut commandement décida d'impliquer de plus en plus les unités Wilde Sau dans des missions diurnes, la JG 301 ne faisant pas exception malgré un ratio victoires/pertes défavorable.
Ainsi, la JG 301 alternera tout le mois de février entre missions de chasse de jour et de nuit, une tâche difficile pour ses aviateurs dont le gros est encore composé d'anciens pilotes de bombardiers et de transports. Ayant pour la plupart peu d'expérience au combat aérien, certain préféreront alors s'attaquer aux bombardiers quand d'autres étaient plus à l'aise face aux chasseurs d'escortes. Finalement, les deux groupes apprirent l'un de l'autre et le retour d'expérience bénéficia à tous. Reste que le mois se solda par seulement 3 bombardiers détruits le jour et autant la nuit, le tout pour 4 tués et 9 blessés.
Les missions Wilde Sau cédèrent peu à peu la place aux interceptions diurnes, d'autant que les chasseurs d'escortes américains pouvaient désormais accompagner les quadrimoteurs jusqu'au cœur du IIIe Reich. Les 15 et 24 mars, la JG 301 descendit 8 bombardiers du Bomber Command pour 2 pertes et un blessé et 4 autres appareils de l'USAAF le 29 mars. Dans ce dernier cas, les Allemands se concentrèrent - chasseurs américains obliges - sur le box extérieur de la formation afin d'augmenter les chances de succès tout en esquivant le tirs croisés des mitrailleurs de défense. Entre deux, Fritz Yung atteignit sa 10e victoire après un doublé sur des P-38.
La première moitié du mois d'avril voit la 15th Air Force frapper le Reich depuis les bases italiennes. Les 2 et 12 avril, les Allemands descendent 4 adversaires et 4 autres le lendemain au prix de trois morts et quatre blessés. Passé de la 7. à la 1. Staffel, le Hauptmann Helmut Suhr remporte à son tour son 5e succès. Le 24 avril, les attaques américaines prennent pour cible les bases aériennes du sud de la Bavière. Des appareils du I. et III./JG 301 décollent pour les intercepter mais les P-51 ont l'avantage de l'altitude. Pour la perte d'un des leurs, les Mustang touchent 7 Messerschmitt et trois pilotes sont tués et quatre autres blessés,. La nuit, le III./JG 301 redécolle à nouveau contre un raid britannique : bilan, un Lancaster descendu mais à nouveau trois pilotes tués. L'alternance entre les missions de jour et de nuit devint rapidement insupportable. En mai, le III./JG 301 est démantelé et totalement dissout le 6 juin.

#### Défense de Ploiesti
Dès le début de 1944, un quatrième Gruppe était prévu mais une seule escadrille (la 10./JG 301) fut finalement créée, puis déployée en Roumanie afin de contrer les raids américains en provenance d'Italie venus s'en prendre aux raffineries de pétrole. L'unité connut son premier succès les 4 et 5 avril en descendant 6 bombardiers. Elle récidive les 15, 17 et 21 avril en abattant à nouveau 5 quadrimoteurs. Le 30 avril, le II./JG 301 se joint à la 10./JG 301 et remporte sa première victoire le jour même. Mais les succès dans cette région demeurèrent en général sporadiques pour les deux mois suivant. En fait, l'escorte musclée américaine empêchèrent le plus souvent les Messerschmitt d'approcher des bombardiers. Le 31 mai, le Kapitän de la 10./JG 301 est blessé et trois autres pilotes sont tués pour un faible résultat. Le 11 juin, la 5./JG 301 déplore à son tour deux tués et deux blessés, le tout pour seulement 2 victoires. D'autres combats aériens les 23, 24 et 28 donnèrent 1 P-51 et 3 B-24 abattus, cette fois au prix de quelques blessés.
À ces conditions difficiles s'ajouta l'approche inexorable des troupes soviétiques par l'Est. Il est donc probable que les avions de la JG 301 sur place aient été sollicités pour appuyer les forces au sol allemandes. L'étau des Alliés se resserrant de plus en plus, il devenait de plus en plus difficile pour la Luftwaffe de contrer des frappes allant en s'intensifiant. Le 3 juillet, la 10./JG 301 descendit deux B-24 au-dessus de la Roumanie, dont la 5e pour le Feldwebel Gerhard Mett, meilleur pilote sur ce secteur, l'une des deux dernières revendiquées en Roumanie. Le 9 juillet, deux pilotes allemands furent tués et deux autres blessés pour un résultat nul. Fin juillet, la 10./JG 301 disparu des effectifs tandis que le II./JG 301 demeurait encore sur zone.
Le 26 août, l'avance rapide des Soviétiques prit le groupe par surprise tout comme le changement de camp de la Roumanie. Les pertes subies avaient réduit chaque Staffel à quelques pilotes mais tous ne réussissent pas à s'envoler à temps. C'est le personnel au sol qui déplora le plus de pertes. Les auxiliaires féminins furent évacuées en priorité par camions puis par deux Me 323, mais qui s'écrasèrent tous deux abattus par la DCA roumaine. Ceux qui s'enfuirent par véhicules ne seront pas non plus épargnés. Pris sous le feu ennemi, le personnel - dont de jeunes femmes - furent tuées, blessées et même abandonnées agonisantes sur place. L'une d'elles, Rita Weiß s'illustra en aidant les hommes à se défendre des attaques. Les survivants parviendront finalement à rejoindre Debrecen en Hongrie.

#### Le I.Gruppeen Normandie
À l'été 1944, le I./JG 301 reste l'une des dernières unités à conserver sa capacité de chasse de nuit. Transféré sur la base de Saint-Dizier, le groupe se retrouve sous la coupe du Stab JG 27 avec pour mission de défendre les sites de lancement de fusées V1. Dans la nuit du 12 au 13 juin, le Hauptmann Helmut Suhr revendique un premier bimoteur Wellington. Bien qu'opérant dans des conditions difficiles, les pilotes du I. Gruppe bénéficient de leurs expériences au vol de nuit ainsi que de différentes balises et projecteurs disséminés sur une vaste zone facilitant aussi bien la navigation aérienne que l'interception. Dans la nuit du 24 au 25 juin, le I./JG 301 prend en charge l'escorte de Mistel pour l'une de ses premières utilisations. L'un des projectiles endommage notamment la frégate britannique HMS Nith dans la baie de Seine.
Dans la nuit du 5 juillet, les projecteurs encadrent - telle une toile d'araignée - des quadrimoteurs du Bomber Command venus s'en prendre aux sites de V1. Les Bf 109 du I./JG 301 en patrouilles descendent 11 bombardiers lourds sans aucune perte. 24 heures plus tard, le groupe récidive et revendique 6 autres appareils anglais. C'est toutefois dans la nuit du 7 au 8 juillet que les plus gros succès auront lieu. Les Britanniques, bien décidés à en finir avec la menace des bombes volantes, reviennent en nombre ce qui n'échappe pas à la détection allemande. La nuit est clair et les Messerschmitt abattent 5 B-26 et un record de 20 quadrimoteurs, 6 autres appareils étant à mettre au compte de la Nachtjagd. Le Leutnant Wilhelm Esche, déjà vainqueur les deux nuits précédentes, atteint le statut d'as.

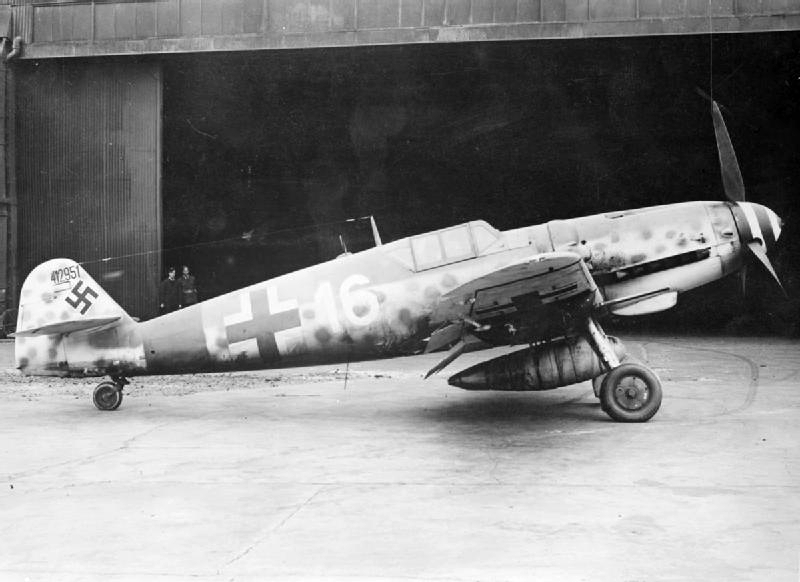
Ce Bf 109G-6 du I./JG 301 se posa par erreur sur la base britannique de Manston dans la nuit du 21 au 22 juillet 1944 après une erreur de navigation de son pilote.

Entre la mi-juillet et fin août, le I./JG 301 poursuit ses missions d'escorte de Mistel, en évoluant parfois au-dessus de la Belgique et des Pays-Bas, loin donc du front normand. Mais les nuits sont noires en cette saison et la visibilité au-dessus de la mer est médiocre. Deux pilotes (Helmut Suhr et l'Oberfelfdwebel Hans Todt) remporteront tout de même quatre victoires sur des avions isolés : 2 quadrimoteurs, 1 Wellington et un P-61 Black Widow récemment entré en service. Mais la faible clarté obligeait désormais les chasseurs à s'approcher dangereusement de très près de leur adversaire pour l'identifier avant d'ouvrir le feu, ou encore à errer longtemps dans la nuit sans trouver la moindre cible. Certain finiront même par se perdre. C'est ce qui arriva au Leutnant Horst Prenzel qui dans la nuit du 21 au 22 juillet, posa intact son Bf 109G-6 à court de carburant sur la base britannique de Manston, tandis que le Feldwebel Manfred Gromoll crashait le sien dans la campagne anglaise ; tous deux seront capturés.
L'intervention du I./JG 301 en Normandie prit fin le 30 août quand les avions s'envolèrent pour rejoindre la région berlinoise. Le groupe aura eu l'un des meilleurs ratio de tous ceux engagés dans cette bataille, bien aidé il est vrai par son éloignement de la ligne de front : aux 48 victoires aériennes remportées, le I./JG 301 déplora seulement 2 capturés, au moins 2 tués, 1 disparu et 6 blessés,.

#### Réorganisation
Dès sa création, la JG 301 ne put agir comme une véritable escadre de chasse. Elle fut presque entièrement démantelée après un mois de service puis divisée par la suite entre le ciel d'Allemagne, de la Roumanie et celui de la France. Désormais, les différents groupes allaient pouvoir combattre dans la même région. Chose insolite, le III. Gruppe est reconstitué (une troisième fois !) à partir du I./JG 302 (lui-même ex I./JG 301 !) sous les ordres du Hauptmann Heinrich Wurzer, titulaires de 26 victoires,. Parmi les autres pilotes figurent également plusieurs as aux palmarès étoffé : l'Oberfeldwebel Anton Benning, (plus de 20 victoires), le Feldwebel Willi Reschke (14), l'Oberleutnant Heinz Seidel (11) ou encore le Feldwebel Hans-Wilhelm Schellner (8) pour ne citer qu'eux. Ils sont renforcés par des pilotes fraichement sortis des écoles de reconnaissance, de chasse lourde ou de bombardement, mais aussi d'instructeurs qui devront rapidement passer de la théorie à la pratique. Ils devront qui plus est s'entrainer dans un premier temps sur un aérodrome de campagne dont la piste et les baraquements laissent à désirer. Leur conversion sur Fw 190A-8 se fera toutefois sans trop de difficulté, cet appareil étant beaucoup moins nerveux au décollage que le Bf 109.
L'entraînement terminé, les I., II. et III./JG 301 possèdent maintenant chacun une 4e escadrille et volent tous sur Fw 190A-8 et A-9 basés dans le centre de l'Allemagne sur des aérodromes bien équipés. L'activité en ce début d'automne demeura assez calme en dépit de son lot de pertes (une douzaine mortelles) dues à des accidents. En fait, l'état-major allemand laissa inexplicablement la JG 301 au sol malgré les différents raids américains de septembre et octobre ce qui impacta grandement sur le moral des pilotes comme celui du personnel technique. Mais face à l'intensification des raids alliés de plus en plus massifs, cette situation ubuesque ne pouvait durer bien longtemps.
Dès le 15 octobre, le groupe de bombardement III./KG 1 est dissous pour se reconvertir à la chasse. Renommé II./JG 7, il devient IV./JG 301 le 24 novembre et opère sur Bf 109G-10. Encore à l'entrainement et séparé du reste de l'escadre, le IV./JG 301 n'effectuera ses premières missions qu'en février 1945.

#### Le mois le plus long
Le 21 novembre, les Américains lancèrent une force de frappe de près de 1 300 B-17 et B-24 escortés par plus de 950 Mustang sur les villes de Merseburg, Osnabrück et Hambourg. Placés en alerte, les pilotes de la JG 301 durent attendre un long moment avant d'être autorisés à décoller. Si la couverture nuageuse compliqua le maintien en formation, le déploiement fut ordonné trop tard et seul le III./JG 301 put faire une courte passe frontale sur les bombardiers. Un seul fut abattu par le Feldwebel Willi Reschke avant que le groupe ne soit pris à partie par l'escorte US. En fait, la longue attente au sol combinée à l'inactivité des pilotes durant plusieurs mois eurent autant d'impact, si ce n'est plus, que la supériorité numérique des chasseurs américains. Pour une poignée de P-51 abattus, 13 pilotes allemands périrent tandis que huit autres étaient blessés dans cette action, dont un commandant de groupe et deux chefs d'escadrille. L'inexpérience des pilotes joua également beaucoup : la moitié d'entre eux qui prirent l'air ce jour-là effectuaient leur toute première mission de guerre !
L'USAAF revint cinq jours plus tard avec plus de 1 130 et 730 chasseurs P-51. Leurs cibles, les villes de Bielefeld, Meersburg et Hanovre dans ciel cette fois dégagé. Le III./JG 301 décolla en premier suivi des deux autres groupes pour ce qui allait être le plus grand combat aérien de l'histoire de l'escadre. Bien positionné, le III./JG 301 put effectuer une passe de tir fatale sur tout un box de B-24, le reste de l'escadre faisant de même sur les B-17. Plusieurs pilotes firent mouche dans des actions n'excédant pas quelques secondes, le tout dans un brouhaha indescriptible à la radio devenue rapidement saturée. Résultat, 84 appareils US  revendiqués (dont 9 chasseurs), un chiffre forcément exagéré, plusieurs Fw 190 tirant inévitablement sur un même adversaire. Un minimum de 22 victoires seront néanmoins accordées (dont un triplé pour le l'Oberfeldwebel Hans Müller de la 2. Staffel), d'autant que les Américains admirent ce jour-là la perte de 44 bombardiers et 11 chasseurs, la JG 301 n'étant pas la seule escadre à intervenir en ce 26 novembre. Mais dans un rapport de 1 à 10, les Mustang profitèrent de leur supériorité numérique pour coiffer les Fw 190 après leurs passes de tirs sur les bombardiers, et beaucoup de chasseurs allemands ne purent passer entre les balles américaines. 25 pilotes tombèrent et 14 autres se retrouvèrent blessés, dont un succombera neuf jours plus tard. En seulement deux combats, l'unité venait de perdre la moitié de ses effectifs.
Le mois de novembre s'acheva par une nouvelle déconvenue dès le lendemain, quand les deux premiers groupes décollèrent pour contrer un nouveau raid tandis qu'un plafond bas clouait au sol le III. Gruppe. Les Allemands ne purent qu'apercevoir les traînées de condensation des bombardiers quand les chasseurs d'escorte américains leurs tombèrent dessus. Encore une fois, l'inexpérience de beaucoup d'entre eux joua en leur défaveur et sept périrent et quatre autres furent blessés. Le nombre de victoires allemandes reste inconnu.

#### Contre les P-51
Après deux interceptions ratées les 2 et 3 décembre, le III./JG 301 reçoit le lendemain la visite de trois chasseurs alliés capturés repeints aux couleurs allemandes dans le but d'habituer les pilotes aux forces et aux faiblesses de leurs adversaires. Le 5, les essais débutèrent avant d'être rapidement annulés par l'approche d'une formation ennemie sur Münster et Berlin. Les trois groupes décollèrent mais l'escorte représente près du double du nombre de bombardiers. Difficile dans ces conditions d'approcher ces derniers, toutefois et malgré cette supériorité écrasante, les leçons apprises des récentes missions portent leurs fruits. Les Allemands se montrent cette fois combatifs à la surprise des Américains qui perdent 2 B-17 mais également 10 Mustang dans des combats isolés. Pour autant, la JG 301 laisse tout de même 18 pilotes sur le carreau en plus de 3 blessés.
Le lendemain, l'offensive allemande dans les Ardennes mobilise le gros des Jagdgeschwader à l'Ouest laissant aux seules JG 300 et 301 la défense de Berlin et ses alentours. Leurs bases constituent donc des cibles prioritaires pour des frappes américaines sans compter les réserves de carburants qui diminuent drastiquement. D'autres interceptions auront lieu les 17, 24 et jusqu'au 31 décembre. À leurs habitudes, les I. et II./JG 301 - équipé des premiers Fw 190D-9 « long nez » - engagèrent l'escorte laissant un court répit au III. Gruppe pour le temps d'une, voir deux passes de tir sur les quadrimoteurs. Lors de ces trois sorties, la JG 301 ne s'adjugea qu'une dizaine de victoires, la moitié étant à mettre au crédit du seul Feldwebel Reschke. Si les pertes des 17 et 24 demeurent inconnues, celles du 31 décembre (15 morts et 5 blessés) sont symptomatiques des conditions dans laquelle opéraient les unités engagées dans la défense du Reich à cette époque.

### Défense de Berlin (1945)

#### Derniers accrochages majeurs avec l'USAAF
Le 1er janvier 1945, la JG 301 n'est pas impliquée dans l'opération Bodenplatte mais reste toujours opérationnelle contre le bombardement stratégique américain. Willi Reschke et les Oberfeldwebel Hans Todt et Josef Keil furent les seuls vainqueurs ce jour-là, ce dernier obtenant même un doublé tandis que les Fw 109D-9 de la 6./JG 301 spécialisés dans la lutte à haute altitude parvenaient tant bien que mal à tenir en respect l'escorte.
Treize jours plus tard, l'USAAF frappa à nouveau et cibla notamment les usines de carburants en Allemagne. Bien qu'ayant à parcourir un long trajet, toute la JG 301 décolle mais ses avions sont encore en phase d'ascension en arrivant sur zone quand les Mustang et les Thunderbolt piquent sur eux d'une altitude plus élevée : 19 pilotes sont tués et 9 autres blessés, dont certains ne retourneront pas au combat. En incluant les 32 morts  de la JG 300 également impliquée, ce 14 janvier 1945 resta la journée la plus meurtrière de l'histoire de la Luftwaffe. La JG 301 se contentera ce jour-là de 4 petites victoires, dont 2 chasseurs pour le Feldwebel Reschke. Désormais, les pilotes n'avaient plus peur de dire que la guerre était perdue.

#### Parenthèse russe
Le 20 janvier, les I. II. et III./JG 301 reçurent l'ordre d'être transférés à l'Est. Objectifs, frapper les forces soviétiques au sol en Silésie et l'ouest de la Prusse. Mais le mauvais le temps et la proximité de la ligne de front rendirent l'activité intenable. Par ailleurs, les pilotes allemands n'étaient absolument pas habitués à ce genre de mission et ne firent que gaspiller du carburant devenu rare. Faute d'une connaissance suffisante du terrain, distinguer ennemis et amis se révéla également presque impossible. Le 27 janvier, le III. Gruppe est entretemps retiré des opérations pour être reconverti sur Ta 152 (voir plus loin).
Le IV./JG 301 renforça l'escadre début février mais perdit son chef le Hauptmann Wilfried Schmitz lors de la toute première mission du groupe. D'une manière générale, la Wehrmacht ne put recevoir qu'un appui très limité sur secteur du front, la plupart des unités de bombardement ayant été dissoutes pour renforcer la chasse. Les actions à l'Est de la JG 301 se révélèrent donc inutiles et ne firent qu'aggraver un peu plus les pertes dans ses rangs, avec 11 blessés, 26 morts et 1 disparu, bien souvent à cause de la DCA. Côté succès, seul l'Oberfeldwebel Hans Todt put revendiquer un bimoteur U-2, outre les différents objectifs au sol détruits au sol par l'ensemble de l'escadre, les archives demeurant incomplètes sur ce sujet.
Les 9 et 14 février, les I. et II./JG 301 décollent à nouveau pour intercepter des raids aériens massifs, le second ayant pour objectif la ville de Dresde. Les Allemands ne purent une nouvelle fois pénétrer le rideau défensif des chasseurs américains, même si l'effectif réduit de chaque groupe permit de limiter la casse. Le 19 février, la situation à l'Est força toute la JG 301 à rejoindre la zone de Berlin ouest.

#### Entrée en lice du Ta 152
Fin janvier on l'a vu, le III./JG 301 se retrouva à l'écolage sur Ta 152, le dernier chasseur à pistons de Focke-Wulf. Les pilotes qui le prirent en charge purent d'emblée apprécier l'énorme capacité d'accélération et la vitesse ascensionnelle de l'appareil. Initialement, 35 exemplaires devaient être livrés au groupe mais la prise par les Soviétiques de la principale usine de production basée à Marienburg en Prusse orientale limita fortement les livraisons. Conséquence, le III./JG 301 repartit au combat avec un mixe de Ta 152 et les traditionnels Fw 190A. Le 20 février, l'Oberfeldwebel Josef Keil remporta la première victoire sur cet appareil contre un B-17.
Le 25 février, la 8th Air Force frappa les nœuds ferroviaires entre Salzwedel, Wittenberge et Stendal. Les chasseurs américains attaquent désormais les Allemands directement sur leurs propres bases empêchant toute interception. De nouveau, seul Hans Todt peut revendiquer un P-51 tandis que quatre de ses camarades se faisaient descendre au décollage et qu'un autre s'écrasait à la suite d'une panne moteur. Le 2 mars suivant, toute la JG 301 s'envola pour intercepter un bombardement massif ciblant des usines chimiques ainsi que diverses installations industrielles dans la région de Magdeburg. Mais une fois sur zone, des Bf 109 (peut-être ceux du IV. Gruppe) prirent par erreur pour cible la douzaine de Ta-152 présents. La formation allemande vola en éclat et il n'en fallu pas plus aux Américains pour faire un nouveau carton : 19 pilotes furent tués ou portés manquants et 6 autres blessés, tandis que seulement 2 B-17 étaient abattus. C'est le IV./JG 301 qui paya le plus lourd tribut avec la moitié des pertes, entraînant sa dissolution début avril.
Les Alliés dominant l'espace aérien, la JG 301 se concentra désormais sur les missions d'appui à basse altitude. Entretemps, le III./JG 301 céda ses quelques Ta 152 au Geschwaderstab. Y furent adjoints les meilleurs pilotes tels Josef Keil et Willi Reschke. Le reste de l'escadre devait désormais effectuer des attaques au sol sur les colonnes de véhicules et d'infanterie alliées. Divisés sur plusieurs terrains en herbe, la JG 301 cachait ses appareils littéralement sous les arbres tandis que le personnel se contentait de baraquements sommaires, le tout défendu par des redoutables batteries de Flak. Malgré quelques défauts de jeunesse, les Ta 152 décollaient toujours les premiers pour couvrir les autres chasseurs de l'escadre chargés de bombes. Vers la fin du mois d'avril, les actions se concentrèrent davantage contre les forces russes jusqu'au 30 avril. L'après-midi même, la JG 301 rejoignit la JG 11 sur la base aérienne de Leck et y resta jusqu'à la capitulation.

#### Bilan mitigé
Du 10 au 30 avril 1945, la JG 301 perdit une vingtaine de pilotes et remporta une douzaine de succès, dont 10 sur Ta 152. Au total, les scores de la JG 301 s'établirent entre 200 et 290 victoires aériennes mais pour la perte de 258 pilotes, plus 141 blessés et 9 disparus. Le personnel au sol quant à lui déplora 125 morts, blessés ou disparus, la plupart lors de l'évacuation de la Roumanie. Remaniée à plusieurs reprises, la JG 301 ne put jouir du même prestige que les autres escadres de la 30. Jagd-Division, même si ses pilotes n'auront pas démérité compte tenu des conditions difficiles dans lesquels ils auront dû faire face.

## Organisation

### Stab
Formé le 19 octobre 1943 à Neubiberg sur un ordre du 26 septembre 1943.
Dissous en mai 1944, puis reformé en septembre.
Geschwaderkommodore :
| Début            | Fin              | Grade          | Nom                               |
| ---------------- | ---------------- | -------------- | --------------------------------- |
| 1er octobre 1943 | 19 novembre 1943 | Oberstleutnant | Helmut Weinreich (mort au combat) |
| novembre 1943    | novembre 1943    | Major          | Manfred Mössinger                 |
| novembre 1943    | printemps 1944   | Major          | Ewald Jansen                      |
| septembre 1944   | mai 1945         | Oberstleutnant | Fritz Aufhammer                   |

### I.Gruppe
Formé fin septembre 1943 à Neubiberg/Donau avec :
- Stab I./JG 301 nouvellement créé
- 1./JG 301 nouvellement créée
- 2./JG 301 nouvellement créée
- 3./JG 301 nouvellement créée

Le Gruppe partage alors ses avions avec ceux des JG 11 et JG 11. En novembre, le I./JG 301 est renommé I./JG 302 :
- Stab I./JG 301 devient Stab I./JG 302
- 1./JG 301 devient 1./JG 302
- 2./JG 301 devient 2./JG 302
- 3./JG 301 devient 3./JG 302

Reformé en novembre 1943 à Gardelegen avec :
- Stab I./JG 301 nouvellement créé
- 1./JG 301 nouvellement créée
- 2./JG 301 nouvellement créée
- 3./JG 301 nouvellement créée

En septembre 1944, le I./JG 301 augmente ses effectifs à quatre Staffeln :
- 1./JG 301 inchangée
- 2./JG 301 inchangée
- 3./JG 301 inchangée
- 4./JG 301 nouvellement créée

Gruppenkommandeur :
| Début            | Fin              | Grade     | Nom                                                                                        |
| ---------------- | ---------------- | --------- | ------------------------------------------------------------------------------------------ |
| 1er octobre 1943 | novembre 1943    | Hauptmann | Richard Kamp (blessé)                                                                      |
| 15 janvier 1944  | 20 mai 1944      | Major     | Walter Brede (blessé)                                                                      |
| mai 1944         | 21 novembre 1944 | Hauptmann | Wilhelm Burggraf (mort au combat)                                                          |
| hiver 1944       | hiver 1945       |           | Le I./JG 301 est temporairement commandé par l'un officiers les plus expérimenté du groupe |
| 19 février 1945  | 8 mai 1945       | Hauptmann | Gerhard Posselmann                                                                         |

### II.Gruppe
Formé fin septembre 1943 à Altenburg à partir d'éléments du II./JG 300, : 
- Stab II./JG 301 nouvellement créé
- 4./JG 301 nouvellement créée
- 5./JG 301 nouvellement créée
- 6./JG 301 nouvellement créée

Le Gruppe ne possède pas ses propres avions jusqu'en novembre 1943, et jusque-là, partage les avions avec ceux utilisés par le I./JG 11. En novembre 1943, le II./JG 301 est renommé II./JG 302 :
- Stab II./JG 301 devient Stab II./JG 302
- 4./JG 301 devient 4./JG 302
- 5./JG 301 devient 5./JG 302
- 6./JG 301 devient 6./JG 302

Reformé en novembre 1943 à Wien-Seyring avec :
- Stab II./JG 301 nouvellement créé
- 4./JG 301 nouvellement créée
- 5./JG 301 nouvellement créée
- 6./JG 301 nouvellement créée

En septembre 1944, le II./JG 300 augmente ses effectifs à quatre Staffeln :
- 5./JG 301 inchangée
- 6./JG 301 inchangée
- 7./JG 301 à partir de l'ancienne 4./JG 301
- 8./JG 301 nouvellement créée

Gruppenkommandeur :
| Début            | Fin             | Grade     | Nom                                                 |
| ---------------- | --------------- | --------- | --------------------------------------------------- |
| 1er octobre 1943 | novembre 1943   | Hauptmann | Karl Graf Resugier                                  |
| 26 novembre 1943 | 10 octobre 1944 | Hauptmann | Wilhelm Fulda                                       |
| 11 octobre 1944  | 5 décembre 1944 | Hauptmann | Rolf Jacobs (mort au combat)                        |
| 6 décembre 1944  | 13 avril 1945   | Hauptmann | Herbert Nölter (décédé des suites de ses blessures) |
| avril 1945       | 8 mai 1945      | Hauptmann | Roderich Cescotti                                   |

### III.Gruppe
Formé fin octobre 1943 à Zerbst avec : 
- Stab III./JG 301 nouvellement créé
- 7./JG 301 nouvellement créée
- 8./JG 301 nouvellement créée
- 9./JG 301 nouvellement créée

Le même mois, le III./JG 301 est renommé III./JG 300 :
- Stab III./JG 301 devient Stab III./JG 300
- 7./JG 301 devient 7./JG 300
- 8./JG 301 devient 8./JG 300
- 9./JG 301 devient 9./JG 300

Reformé en novembre 1943 à Zerbst avec :
- Stab III./JG 301 nouvellement créé
- 7./JG 301 nouvellement créée
- 8./JG 301 nouvellement créée
- 9./JG 301 nouvellement créée

Le III./JG 301 est dissous en mai 1944. À nouveau reformé en septembre 1944 à Alperstedt à partir du I./JG 302 :
- Stab III./JG 301 à partir du Stab I./JG 302
- 9./JG 301 à partir du 1./JG 302
- 10./JG 301 à partir du 2./JG 302
- 11./JG 301 à partir du 3./JG 302
- 12./JG 301 à partir du 4./JG 302

Gruppenkommandeur :
| Début            | Fin             | Grade     | Nom                               |
| ---------------- | --------------- | --------- | --------------------------------- |
| 1er octobre 1943 | novembre 1943   | Hauptmann | Manfred Mössinger,                |
| novembre 1943    | mai 1944        | Major     | Siegfried Wegner                  |
| septembre 1944   | 10 octobre 1944 | Hauptmann | Heinrich Wurzer                   |
| 11 octobre 1944  | novembre 1944   | Hauptmann | Wilhelm Fulda                     |
| novembre 1944    | janvier 1945    | Hauptmann | Karl-Heinz Dietsche (par intérim) |
| janvier 1945     | 8 mai 1945      | Major     | Guth                              |

### IV.Gruppe
Seule la 10./JG 301 est formée en février 1944 et déployée en Roumanie, avant d'être dissoute en juillet 1944.
Le IV./JG 301 au complet est formé le 24 novembre 1944 à Gardelegen à partir du II./JG 7 avec :
- Stab IV./JG 301 à partir du Stab II./JG 7
- 13./JG 301 à partir de la 5./JG 7
- 14./JG 301 à partir de la 6./JG 7
- 15./JG 301 à partir de la 7./JG 7

Le IV./JG 301 est dissous le 19 mars 1945.
Gruppenkommandeur :
| Début            | Fin            | Grade     | Nom                                                          |
| ---------------- | -------------- | --------- | ------------------------------------------------------------ |
| 24 novembre 1944 | 4 février 1945 | Hauptmann | Wilfried Schmitz (mort au combat)                            |
|                  |                |           | Le IV./JG 301 n'a probablement plus eu de Kommandeur depuis. |

### Stabsstaffel
Le Stabsstaffel/JG 301 est formé le 23 janvier 1945 à Rechlin à partir du Erprobungskommando Ta 152, mais est demeurée à Rechlin.